# Oxhultasjön
Oxhultasjön är en sjö som ligger utanför Hishult på vägen mot Laholm i Laholms kommun i Halland och ingår i Lagans huvudavrinningsområde. Sjön är 2,9 meter djup, har en yta på 1,58 kvadratkilometer och befinner sig 78 meter över havet. Sjön avvattnas av vattendraget Smedjeån. Vid provfiske har bland annat abborre, braxen, gers och gädda fångats i sjön.
Oxhultasjön är också känt för sin orörda natur med ett rikt fågelliv, man kan bland annat beskåda tranor och gäss.
Oxhultasjön har varit en riktig klassiker förr om åren då den är belägen mitt i ett riktigt köldhål, isen lägger sig därför extremt tidigt. På 60-, 70- och 80-talet hölls där en rad pimpeltävlingar med stor framgång. För att fiska i sjön krävs inget fiskekort, men då markägarna är oense på fiskekortsfrågan avråds från fiske.

## Historia
Oxhultasjön har en lång historia inte minst med tanke på den medeltida sätesgården Sjöboholm slottsruin som man finner på en udde i den norra delen av sjön. Idag återstår dock bara ruiner av sätesgården.
När Halland var danskt bröt man också järnmalm i Oxhultasjön, detta har delvis gjort bygden till Danmarks järnbäraland under den tiden.

## Anknytande orter
Hishult är orten man främst kopplar till sjön, men också Våxtorps socken har en andel av sjöns sydvästra sida, det så kallade Ekenäs-näset.

## Delavrinningsområde
Oxhultasjön ingår i delavrinningsområde (625889-134315) som SMHI kallar för Utloppet av Oxhultasjön. Medelhöjden är 88 meter över havet och ytan är 10,77 kvadratkilometer. Räknas de 3 avrinningsområdena uppströms in blir den ackumulerade arean 111,81 kvadratkilometer. Smedjeån som avvattnar avrinningsområdet har biflödesordning 2, vilket innebär att vattnet flödar genom totalt 2 vattendrag innan det når havet efter 35 kilometer. Avrinningsområdet består mestadels av skog (56 %), jordbruk (11 %) och sankmarker (11 %). Avrinningsområdet har 1,59 kvadratkilometer vattenytor vilket ger det en sjöprocent på 14,8 %.

## Fisk
Vid provfiske har följande fisk fångats i sjön:
- Abborre
- Braxen
- Gärs
- Gädda
- Mört